# Аялон (тюрьма)

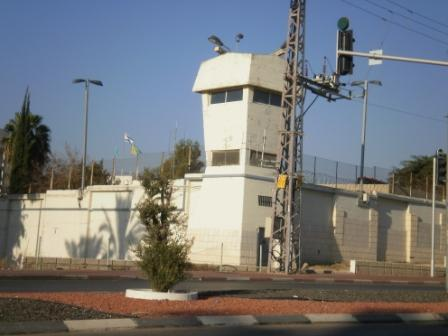

Аялон (ивр. בית סוהר איילון‎) — израильская тюрьма строгого режима, расположенная в городе Рамла.

## История
Тюрьма «Аялон» находится в районе Рамле-Лод. Была открыта в 1950 году в здании «Тигарт», в котором ранее располагалась британская полиция. Рассчитана на 800 уголовных заключённых из Израиля и относится к высшей степени безопасности.

## Группы содержащихся заключённых
Заключённые, осужденные на продолжительные сроки заключения за самые различные преступления. Тюрьма располагает многочисленными комплексами, предназначенными для специальных групп заключённых, такие как комплекс для ведущих религиозный образ жизни, включая учёбу в религиозном семинаре, комплекс, свободный от наркотиков, и комплекс одиночного содержания.

## Работа с заключёнными
Коллектив работников разных специальностей, которому вверен тюремный комплекс, ведёт работу в нескольких направлениях:
Образование: в тюрьме имеется большой учебный центр, включающий учебные классы для получения начального образования, класс по изучению компьютеров (первый и единственный в Управлении тюрем и исправительных учреждений) и класс по изучению английского языка. Работает система кружков, включающая художественные кружки, медитацию, спорт, кружки по семейной и родительской тематике и другие. В комплексах работают сотрудники, ответственные за воспитание, которые руководят работой групп, проводят семинары и ведут другую разнообразную деятельность. Система образования ориентирована на расширение знаний и развитие самосознания заключённых как базы для изменения их поведения и мышления.
Работа с заключёнными: эта деятельность позволяет предоставлять социальные услуги на индивидуальном и на групповом уровне. В каждом комплексе имеется по крайней мере один социальный работник, который несёт ответственность за предоставление заключённым профессиональных услуг. Социальные работники занимаются специфическими группами заключённых по разнообразной тематике, такой, как насилие в семье, борьба с наркотиками и алкоголем, сексуальные преступления, преступления против личности, попытки самоубийства. Работники тюрьмы плотно взаимодействуют с сотрудниками, ответственными за работу с заключёнными, и с ответственными за безопасность в тюрьме и в обществе.
Занятость: в тюрьме есть большой центр занятости, где работают гражданские предприятия и предприятия, принадлежащие Управлению тюрем и исправительных учреждений. На предприятиях занято около 250 заключённых, а ещё около 250 заключённых работают на вспомогательных работах, уборке и содержании кухни для заключённых.
Медицинское обслуживание: заключённым и сотрудникам персонала предоставляются следующие медицинские услуги: терапия, лечение зубов, санитария и профилактическая медицина.

## Персонал
В подразделении работают около 300 сотрудников различного профиля: обеспечение безопасности, административная работа и работа с заключёнными. Сотрудничество между ними позволяет оперативно удовлетворять потребности заключённых и обеспечивать безопасность в подразделении. В тюрьме женщины-сотрудницы занимают различные посты в системе безопасности и контроля за заключёнными в тюремных комплексах. Добровольцы помогают заключённым в различных сферах и являются человеческим мостом, связывающим заключённых с обществом.

## Известные заключённые
- Села, Бени
- Амир, Игаль
- Бен Зайгер
- Аднан, Хадер